# El Pedregal, Otzoloapan
El Pedregal är en ort i kommunen Otzoloapan i delstaten Mexiko i Mexiko. Samhället hade 81 invånare vid folkräkningen år 2020.